# 白光润
白光润（1928年5月—），男，满族，辽宁沈阳人，中国压力加工专家，曾任东北工学院教授、博士生导师。